# Ellen Parren
Ellen Parren (Heelsum, 14 februari 1987) is een Nederlandse actrice.

## Biografie
Parren heeft een Nederlandse vader en Amerikaanse moeder. Ze volgde haar middelbare schoolopleiding aan Pantarijn in Wageningen en was daar ook actief binnen het schooltoneel. Ze ging, alhoewel haar ouders daar niet veel in zagen, studeren aan de Toneelacademie Maastricht, waar ze in 2009 afstudeerde. Al tijdens die opleiding maakte ze deel uit van de Toneelgroep De Appel. In 2007 had ze ook een kleine rol in de speelfilm Alles is Liefde. Ze speelde in de televisieseries S1NGLE (Net5), Missie Aarde (VPRO) en Jeuk (VARA, 2014-2016). In 2016 speelde ze de rol van verslaggever in het satirische tv-programma Zondag met Lubach. 
Parren maakt sinds 2011 deel uit van muziektheatergezelschap Circus Treurdier, dat in het kader van 3Lab het programma TreurTeeVee maakte voor de VPRO; ze speelde erin tussen 2014 en 2019. Ze speelde de hoofdrol in de korte film "Ik ben geen robot" (2023) van Victoria Warmerdam, die in 2025 een Oscar won.

## Film

### Actrice
Overzicht is inclusief bijrollen:
- 2007: Alles is liefde als jonge vrouw
- 2011: Alle tijd als Touba
- 2011: Ter Observatie (kortfilm) als Elise
- 2013: Smoorverliefd als mooie vrouw bij Theo
- 2014: Lucia de B. als moeder van overleden baby
- 2014: Panopticum (kortfilm) als Zoey
- 2015: Jack (a journey to fulfillment) (kortfilm) als verkoopster
- 2015: Bloed, zweet & tranen als Sarith Hazi
- 2017: De begrafenis van de verlegen mens (kortfilm) als dagboekdame
- 2018: Billy als Belinda
- 2019: Het irritante eiland (televisiefilm) als makelaar
- 2019: Nocturne als Nina
- 2019: Hiernamaals (televisiefilm) als Evelien
- 2019: Boy Meets Gun als Gun (stemrol)
- 2020: Leeuwin (kortfilm) als Barbara
- 2021: De Zitting (televisiefilm) als Lisa Tsue Chin
- 2023: Klem als Sophie
- 2023: Ik ben geen robot (kortfilm) als Lara
- 2025: De Idylle als psychologist

### Scenario
- 2017: De begrafenis van de verlegen mens (kortfilm)

## Televisie

### Actrice
Overzicht is inclusief bijrollen en gastrollen:
- 2007: Flikken Maastricht (afl. "Een zaak met een luchtje") als Evelien Smit
- 2008-2010: S1NGLE als Jolien
- 2009: De co-assistent (afl. "Wie ben ik?") als Nynke
- 2011: Walhalla (afl. "Juf Tineke") als Tamara
- 2012: Dokter Deen (afl. "Zwerver") als doktersassistente
- 2012: Van God Los (afl. "Babyshower") als Iris Borgesius
- 2013: Moordvrouw (afl. "Bittere pil") als serveerster
- 2014-2018: Jeuk als Ellen
- 2014: Fashion Planet (afl. "Blablabla") als Rowena
- 2014-2019: TreurTeeVee als Yolanda (en andere personages)
- 2015: stem van Kaat in Poesjes
- 2016: Heer & Meester (afl. "De Dokter") als Lara Harteveld
- 2016: Missie Aarde als Svetlana
- 2016: Zondag met Lubach als verslaggeefster (3 afl.)
- 2017: De Comeback (VPRO-webserie)[3] als Pepita
- 2017-2020: Papadag als Alice
- 2018-2022: Klem als Sophie Winter
- 2022: Het gouden uur als Joëlle Walters
- 2024: Sinterklaasjournaal als mevrouw De Graaier

### Scenario
- 2014-2019: TreurTeeVee

## Theater (selectie)
- 2008: Guests[4]
- 2010: De dijkgraaf, de koopman en de dominee- Water[4]
- 2010: De Gouden eeuw- Barnevelt[4]
- 2010: Bacchanten[4]
- 2011: Line-up[4]
- 2011: Immanuel Kant[4]
- 2011: Het eeuwige nachtcafé III (tevens auteur)[4]
- 2012: Het eeuwige nachtcafé IV (tevens auteur)[4]
- 2012: Het eeuwige nachtcafé V: Het volk het land uit! (tevens auteur)[5]
- 2013: Orde van de Dag - januari 2013 (tevens auteur)[4]
- 2013: Het eeuwige nachtcafé V: Het volk het land uit! Editie 2013 (tevens auteur)[6]
- 2013: Berenice[7]
- 2014: Spektakel X (tevens auteur)[8]
- 2014: Osama the Hero[9]
- 2014: Het eeuwige nachtcafé - Kerst met Kaak XL (tevens auteur)[10]
- 2015: De vriend N.V.[11]
- 2015: De Zwarte Doos[12]
- 2016: Stemmen![13]
- 2017: Night of the Problems (tevens auteur)[14]
- 2017: Met man & macht -1- Triple A[15]
- 2018: Andromache[16]
- 2019: Het verhaal van Erica Speen (een remake)[17]
- 2020: Mijn moeder is een diva[18]
- 2020: Dronken mensen[19]
- 2022: BAAAAA (muziek en auteur)[20]
- 2022: As you like it (tevens tekstbewerking)[21]